# أل روز
أل روز (بالإنجليزية: Al Rose)‏ هو لاعب كرة قدم أمريكية أمريكي، ولد في 26 يناير 1905 في تمبل في الولايات المتحدة، وتوفي في 1 أكتوبر 1985.